# 斯托達德 (新罕布什爾州)
斯托達德（英語：Stoddard）是一個位於美國新罕布什爾州切希爾縣的鎮。

## 人口
根據2020年美國人口普查的數據，斯托達德的面積為137.40平方千米，當中陸地面積為131.90平方千米，而水域面積為5.50平方千米。當地共有人口1374人，而人口密度為每平方千米10人。